# Trichomachimus opulentus
Trichomachimus opulentus là một loài ruồi trong họ Asilidae. Trichomachimus opulentus được Walker miêu tả năm 1851. Loài này phân bố ở miền Ấn Độ - Mã Lai.